# Operacja Jo’aw
Operacja Jo’aw (hebr. מבצע יואב, Miwca Jo’aw; nazywana także Operacja Dziesięć Plag) – izraelska operacja wojskowa przeprowadzona podczas I wojny izraelsko-arabskiej w dniach między 15 a 22 października 1948 przeciwko egipskiej armii w północno-zachodniej części pustyni Negew. Celem operacji było wbicie klina między egipskie siły i otworzenie lądowego korytarza komunikacyjnego z żydowską enklawą izolowaną od początku wojny na pustyni Negew. Równocześnie zamierzano przeciąć strategiczną drogę Jerozolima – Hebron – Beer Szewa i opanowanie całej pustyni Negew. Operacja zakończyła się częściowym sukcesem Izraelczyków, którzy znieśli blokadę żydowskich osiedli na Negewie, jednak nie zdołali osiągnąć wszystkich zamierzonych celów.

## Tło wydarzeń
Na początku XX wieku Żydzi podjęli duży wysiłek przeprowadzając na dużą skalę rozbudowę osiedli rolniczych w Mandacie Palestyny. W 1941 i 1942 rozpoczęto penetrację północnej i zachodniej części pustyni Negew, w celu określenia możliwości rozwoju przyszłych osad na tym terenie. Po pozytywnie zakończonych pierwszych próbach, w 1943 założono trzy osady, które miały być pozycją wyjściową do dalszego osadnictwa. Powstały wówczas kibuce Gewulot, Rewiwim i Bet Eszel. Następnie w październiku 1946 zrealizowano plan budowy 11 osad obronnych na Negewie (hebr. 11 הנקודות, 11 HaNekudot). Powstały wówczas kibuce Be’eri, Galon, Chacerim, Kedma, Kefar Darom, Miszmar ha-Negew, Newatim, Nirim, Szowal, Tekuma i Urim. Ich powstanie stworzyło dużą żydowską enklawę istniejącą pośrodku terytorium zamieszkałego w większości przez Arabów. Założenie tych ostatnich osiedli było żydowską odpowiedzią na Plan Morrison-Grady w sprawie podziału Palestyny i odegrało kluczową rolę przy podejmowaniu ostatecznej decyzji nad końcowym kształtem Rezolucji Zgromadzenia Ogólnego ONZ nr 181 (29 listopada 1947).
W maju 1948 w Palestynie rozpoczęła się I wojna izraelsko-arabska, która była kontynuacją wojny domowej w Mandacie Palestyny (1947–1948). W przeciwieństwie do wojny domowej, była to typowa wojna o charakterze konwencjonalnym, w którym zaangażowało się szereg państw arabskich. Na froncie południowym, część pustyni Negew, pas wybrzeża i większą część Judei zajęły wojska egipskie. Na Negewie w całkowitej izolacji pozostała żydowska enklawa. Dla izraelskiego dowództwa na froncie południowym priorytetem stało się dostarczenie zaopatrzenia dla tych osiedli, których utrzymanie było strategicznym interesem Izraela. W tym celu przeprowadzono szereg nieudanych operacji wojskowych: operacja An-Far (9–15 lipca) i operacja Mawet la-polesz (16–18 lipca). W dniu 18 lipca rozpoczął się drugi rozejm. W okresie tym przeprowadzono operację GJS 1 (27 lipca) i operację GJS 2 (30 lipca – 2 sierpnia). Zakończyły się one niepowodzeniem i nie udało się otworzyć korytarza komunikacyjnego. Podjęto wówczas decyzję o dostarczeniu zaopatrzenia drogą powietrzną i przeprowadzono operację Awak (23 sierpnia – 21 października).
W dniu 2 sierpnia zebrał się izraelski rząd. Dawid Ben Gurion uznał wówczas, że siła militarna Izraela jest większa od możliwości prowadzenia skutecznych działań politycznych:
„Obecnie nasze wojsko jest silniejsze niż nasza polityka, ponieważ nie wszystkie duże kraje uznają nas. Wobec tego wydaje mi się, że nie możemy polegać jedynie na walce politycznej, i musimy podjąć decydującą walkę zbrojną, wprowadzając zmiany na naszą korzyść ... Jest mało prawdopodobne, że ONZ podejmie decyzje zgodne z naszymi oczekiwaniami w odniesieniu do Galilei, drogi do Jerozolimy, Jerozolimy i Negewu ... jeśli nie podejmiemy działań w celu dokonania niezbędnych korekt terytorialnych, nigdy nie będziemy mieli tego, co chcemy osiągnąć na Negewie, na drodze do Jerozolimy i w Galilei.”
Od tego momentu izraelskie dowództwo rozpoczęło pracę nad nowymi planami operacji wojskowych, uznając front południowy za najważniejszy strategicznie obszar wojny. Pokonanie egipskiej armii wyeliminowałoby pierwsze państwo arabskie z wojny, a tym samym mogło przechylić szalę zwycięstwa na stronę żydowską. Opracowywane plany taktyczne były liczone na około siedem dni walki, ponieważ spodziewano się, że w tym okresie zostanie narzucony stronom kolejny rozejm. Tymczasem prowadzono reorganizację, uzupełnienia i szkolenia brygad, który stopniowo zajmowały nowe pozycje na linii frontu. Na posiedzeniu rządu 6 października, Dawid Ben Gurion powiedział:
„Jeśli walki ograniczą się do południa, czyli jeśli Irakijczycy, Syryjczycy i Jordańczycy nie będą interweniowali, będziemy mogli przejąć kontrolę nad całym Negewem, Morzem Martwym, a następnie dojść na południe do Morza Czerwonego. Możemy również zająć Hebron i Betlejem.”
W tym samym dniu zatwierdzono plan operacji Dziesięć Plag, której nazwa nawiązywała do biblijnych dziesięciu plag, którymi Bóg ukarał Egipcjan, zmuszając ich do wypuszczenia z niewoli Izraelczyków. Nazwę zmieniono jednak na operację Jo’aw, na cześć Jicchaka Dubno (pseudonim „Jo’aw”), który zginął 21 maja 1948 dowodząc obroną kibucu Negba. Wstępny zarys planu przygotowano w połowie sierpnia, natomiast uściślanie szczegółów zajęło cały wrzesień. Opracowany plan był niezwykle ambitny i zakładał całkowite usunięcie wojsk egipskich z Palestyny. Cel ten zamierzano osiągnąć na drodze kolejnych etapów. Rejon przyszłego pola bitwy podzielono na dwa obszary: (1) obszar decydującego starcia i przełamania egipskich linii obronnych, i (2) obszar prowadzonych działań dywersyjnych w celu zablokowania stacjonujących tam jednostek egipskich. Operację miało rozpocząć natarcie Brygady Giwati z zadaniem wbicia się klinem w egipskie linie pomiędzy wioskami Irak al-Manszija a Bajt Dżibrin. Uderzenie to miało przeciąć egipskie linie komunikacyjne przebiegające z zachodu na wschód. Tymczasem Brygada Jiftach otrzymała zadanie prowadzenia działań dywersyjnych w rejonie al-Majdal, gdzie znajdowało się główne egipskie dowództwo. Równocześnie Brygada Negew miała przeprowadzić szereg dywersyjnych ataków, celem przecięcia egipskich linii komunikacyjnych przebiegających przez obszar dzisiejszej Strefy Gazy. Szczególnie istotnym miało być wbicie klina w rejonie wioski Bajt Hanun, gdzie zamierzano powstrzymać lub spowolnić przybywające z południa egipskie kolumny z posiłkami i zaopatrzeniem. W ten sposób, pierwszy etap operacji miał zakończyć się przerwaniem wrogich linii komunikacyjnych, zakłóceniem systemu logistyki i dowodzenia armii egipskiej, która równocześnie zostałaby podzielona na trzy oddzielne zgrupowania. Zakładano, że egipskie oddziały będą zdezorientowane, co ułatwi prowadzenie dalszych działań ofensywnych. Główne natarcie miało być realizowane wzdłuż strategicznej drogi przebiegającej wzdłuż wiosek Kaukaba, Hulajkat i Burajr. Natarcie miało rozpocząć się od opanowania strategicznego Wzgórza 113 i skrzyżowania dróg niedaleko fortu Irak Suwajdan. Istniejąca w tym rejonie linia egipskiej obrony miała być przełamana i poczłonkowana na izolowane od siebie odcinki, których likwidacją Izraelczycy zajęliby się w dogodnym dla siebie momencie. Jednocześnie otworzono by drogę komunikacyjną łączącą żydowską enklawę na Negewie z pozostałą częścią kraju. U podstaw całego planu leżało przekonanie dowództwa o wyższości Sił Obronnych Izraela nad wojskami egipskimi. Jednak jego słabością był brak wystarczających informacji wywiadowczych o dyslokacji i sile jednostek egipskich. Plan operacyjny przewidywał przy tym, że marynarka i lotnictwo po raz pierwszy będą prowadzić szeroko zakrojone działania, aby wesprzeć w ten sposób ofensywę lądową. W ten sposób miała to być największa izraelska operacja od początku wojny.

## Układ sił

### Siły arabskie
Pod koniec drugiego zawieszenia broni egipski korpus ekspedycyjny w Palestynie składał się z dywizji piechoty dowodzonej przez generała Ahmeda Ali al-Mwawi. Główna kwatera dowództwa znajdowała się w wiosce al-Majdal. Dywizja dzieliła się na trzy brygady, które zostały podzielone na sześć głównych zgrupowań: (1) linię od aj-Majdal na północ do Isdud (włącznie ze zdobytym kibucem Niccanim) obsadziła 2 Brygada (dwa bataliony piechoty) wsparta batalionem sudańskich ochotników. Trzeci batalion stanowił odwód i stacjonował w al-Majdal razem z baterią artylerii. Odcinkiem tym dowodził pułkownik Mahmoud Fahm. (2) linię od al-Majdal do Bajt Dżibrin obsadziła 4 Brygada (cztery bataliony piechoty) dowodzona przez Tawfiqa Mujahid Radwana. Odwód stanowiła kompania czołgów i kompania samochodów pancernych, które mogły być użyte na zagrożonym odcinku frontu. Ze względu na dużą długość tego odcinka, został on podzielony na pięć mniejszych obszarów: (a) pierwszy sektor rozciągał się od aj-Majdal na wschód do Hulajkat. Odcinka tego bronił batalion piechoty, wspierany przez batalion ochotników (cztery kompanie). Dowódcą odcinka był pułkownik Ali Osman Mohamed Grad; (b) drugi sektor obejmował obszar Irak Suwajdan, w którym pozycje obronne zajął batalion piechoty wzmocniony batalionem karabinów maszynowych. Dowódcą odcinka był Mohamed Kamel Rahmani; (c) trzeci sektor rozciągał się od Karatija na wschód do al-Faludża. Pozycje tutaj zajął batalion piechoty. Dowódcą odcinka był Ahmed Tawfiq; (d) czwarty sektor znajdował się w obszarze al-Faludża. Rozlokował się tutaj batalion piechoty. Dowódcą odcinka był Taha; (e) piąty sektor znajdował się pomiędzy Irak al-Manszija a Bajt Dżibrin. Rozlokował się tutaj rezerwowy batalion piechoty wspierany przez batalion ochotników z Sudanu. Dowódcą był Husajn Kamel. (3) wschodnie skrzydło wojsk znajdowało się pomiędzy Bajt Dżibrin a Betlejem. Stacjonowały tutaj cztery bataliony ochotników (ok. 2 tys. ludzi), którymi dowodził Ibrahim Osman Shawkat; (4) w rejonie od Hebronu do Beer Szewy znajdowały się siły egipskiej żandarmerii wojskowej, a w samym mieście Beer Szewa stacjonował batalion ochotników; (5) w obszarze Strefy Gazy stacjonowała 3 Brygada składająca się z dwóch rezerwowych batalionów piechoty oraz batalionu ochotników z Arabii Saudyjskiej. W rejonie miasta Gaza stacjonowała bateria artylerii. Zadanie ochrony tutejszych linii komunikacyjnych otrzymał Abdel Halim Degheid; (6) na linii Rafah – el-Arisz rozlokowano zaplecze administracyjne i techniczne wojsk, oraz magazyny i szpital. Obszaru Rafah bronił batalion ochotników wspierany przez baterię artylerii. Odcinkiem tym dowodził Abdul Hameed Badran. Siły te dysponowały około 20-30 działami artylerii, 30 czołgami i około 20 samochodami pancernymi. Dodatkowe wsparcie zapewniały moździerze, działa przeciwpancerne i ciężkie karabiny maszynowe. Egipskie Siły Powietrzne dysponowały w tym czasie 41 samolotami, z czego jedynie 31 było gotowych do walki. Atutem Egipcjan był fakt, że okres zawieszenia broni wykorzystano na budowę silnych fortyfikacji obronnych, w skład których wchodziły linie drutów kolczastych oraz umocnione workami z piaskiem punkty ogniowe połączone ze sobą okopami. Słabym punktem było ich rozmieszczenie w trzech długich, cienkich linii. Powodowało to mocne rozproszenie sił, które w ten sposób stawały się podatne na punktowe ataki żydowskie.
Głównodowodzący wojskami egipskimi, gen. Ahmad Ali al-Muwawi uważał, że sytuacja jego korpusu w Palestynie jest niepewna. Jego żołnierze zostali zepchnięci do defensywy, i istniało realne zagrożenie odcięcia części sił, które mogły z łatwością znaleźć się w okrążeniu. Otrzymał on posiłki w postaci ochotników z Arabii Saudyjskiej, jednak wciąż odczuwał brak broni pancernej (używane czołgi były starej konstrukcji i nadawały się bardziej do zadań rekonesansu niż wspierania natarcia piechoty). Artyleria cierpiała na poważne braki amunicji. Brakowało także sił rezerwowych, które mogłyby być użyte w sytuacji krytycznej na którymś z odcinków frontu. Wszystkie siły wykorzystały czas rozejmu na budowę umocnień obronnych.

### Siły żydowskie
Siły Obronne Izraela przygotowały do przeprowadzenia operacji Jo’aw bardzo duże zgrupowanie wojsk, w skład którego wchodziły: Brygada Negew, Brygada Jiftach, część Brygady Giwati oraz batalion czołgów 8 Brygady Pancernej. W odwodzie od 18 października pozostawała Brygada Oded. W operacji planowano użyć największe jak do tej pory zgrupowanie artylerii, które składało się z czterech baterii dział kaliber 75 mm, czterech baterii dział kaliber 65 mm, dwóch armat 6-funtowych kaliber 57 mm, dwóch armat 17-funtowych kaliber 76,2 mm oraz osiem moździerzy. Siły Powietrzne Izraela do wsparcia operacji przeznaczyły całość swoich sił, w tym 25 samolotów myśliwskich (Avia S-199, Supermarine Spitfire i P-51 Mustang), 7 samolotów bombowych (De Havilland Mosquito, Bristol Beaufighter i Boeing B-17 Flying Fortress) oraz samoloty transportowe i rozpoznawcze. Izraelski Korpus Morski wyznaczył cztery okręty, które miały pełnić misje patrolowe przy wybrzeżu Strefy Gazy, uniemożliwiając dostarczenie posiłków drogą morską. Dowódcą całej operacji został Jigal Allon.

## Zerwanie zawieszenia broni
Wraz z kończącym się okresem zawieszenia broni, Izraelczycy zaczęli poszukiwać pretekstu do rozpoczęcia operacji. W dniu 14 października 1948 wysłali na pustynię Negew konwój 16 samochodów ciężarowych, licząc, że zostaną one ostrzelane przez Egipcjan. Ruch konwoju był wcześniej uzgodniony z międzynarodowymi obserwatorami sił pokojowych UNTSO i nie spotkał się z oczekiwaną reakcję egipskich żołnierzy. Członkowie konwoju podpalili wówczas zbiornik paliwa, którego wybuch wywołał otworzenie ognia przez stronę egipską. Incydent ten stał się pretekstem dla rozpoczęcia nowej izraelskiej ofensywy.

## Przebieg operacji

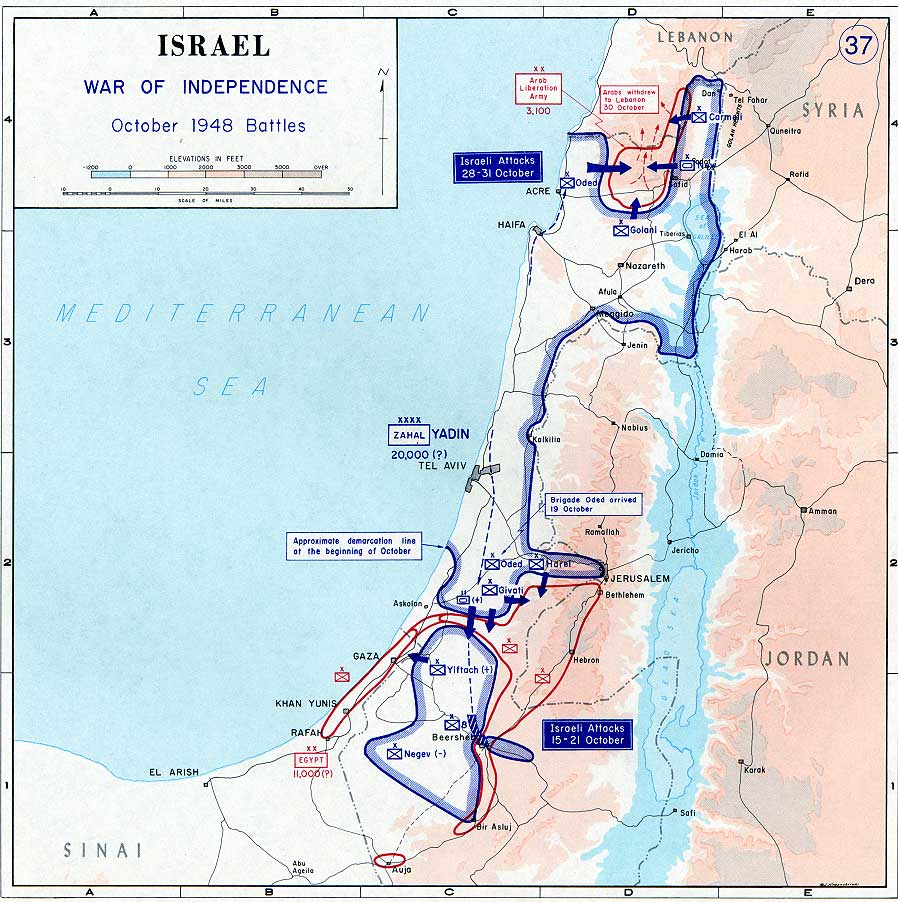
I wojna izraelsko-arabska
działania w październiku 1948

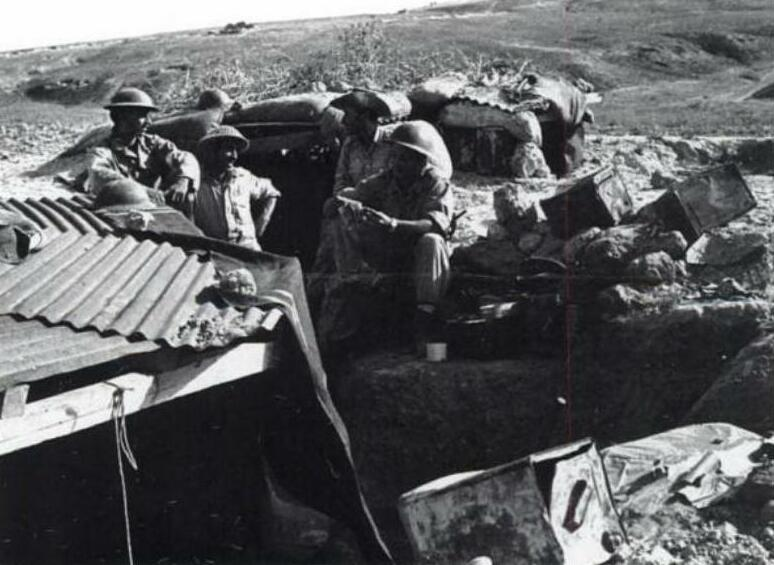
Egipskie pozycje obronne w Hulajkat po zdobyciu 18 października 1948

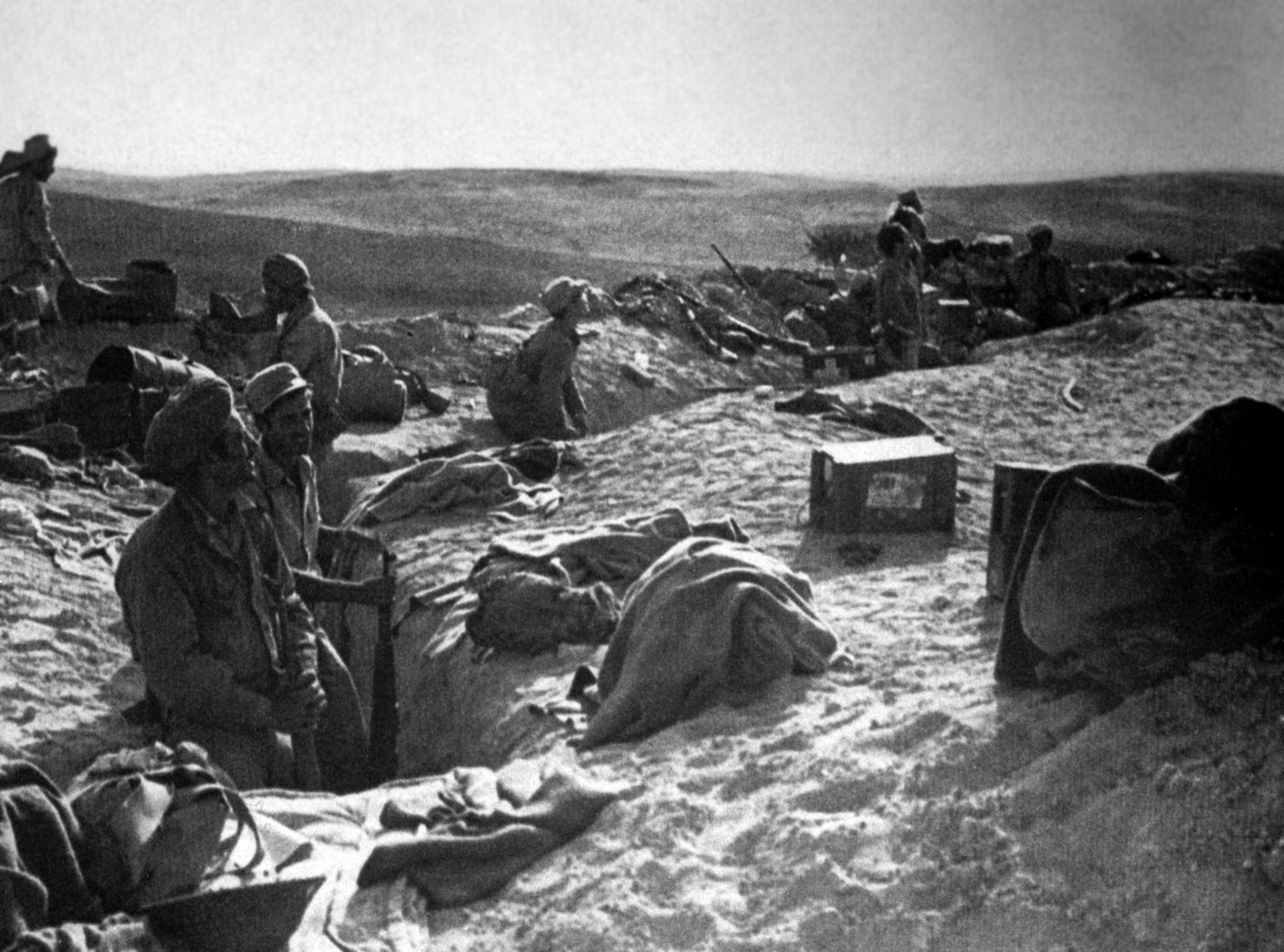
Izraelscy żołnierze w Hulajkat

Egipskie pozycje obronne w Hulajkat po zdobyciu 18 października 1948

Operacja Jo’aw rozpoczęła się wieczorem 15 października 1948, od nalotu czterech myśliwców Spitfire i dwóch bombowców Beaufighter na bazę lotniczą al-Arisz, niszcząc cztery egipskie Spitfire na ziemi, hangar na samoloty oraz uszkadzając pas startowy. W ten sposób zostało wyeliminowane egipskie lotnictwo. Równocześnie cztery myśliwce Avia S-199, cztery samoloty transportowe Curtiss C-46 Commando i trzy Douglas C-47 Dakota zbombardowały egipskie pozycje w Gazie. Natomiast trzy bombowce B-17 przeprowadziły nalot na aj-Majdal. W nocy z 15 na 16 października planowano przeprowadzić kolejne bombardowania egipskich pozycji pomiędzy al-Arisz a Gazą, oraz miasta Beer Szewy, jednak w ciemnościach samoloty nie odnalazły większości celów. Zbombardowano między innymi wioski Bajt Hanun i Rafah. Tymczasem izraelska marynarka nałożyła blokadę na wybrzeże w rejonie Strefy Gazy.

### Działania dywersyjne
Wieczorem 15 października z kibucu Nir Am wyruszył 3 Batalion z Brygady Jiftach wspierany przez dwie kompanie 8 Batalionu Brygady Negew, oraz artylerię. Rozpoczął on natarcie od wschodu na arabską wioskę Bajt Hanun, starając się wbić klinem w egipskie pozycje obronne i przeciąć biegnącą wzdłuż wybrzeża drogę, pełniącą funkcję najważniejszego szlaku zaopatrzenia egipskiego korpusu ekspedycyjnego. Walki przyjęły postać bitwy o Bajt Hanun. Następnego dnia Izraelczycy podjęli nieudaną próbę zajęcia położonej bardziej na północy wioski Dimra. Równocześnie małe mobilne jednostki z Brygady Negew przeprowadziły serię działań sabotażowych na nadmorskich liniach komunikacyjnych. Między innymi wysadzono tory na linii kolejowej z Rafah do al-Arisz oraz mosty drogowe pomiędzy Rafah a Chan Junus.
Przed świtem 16 października, 53 Batalion Brygady Giwati rozpoczął natarcie na południowy wschód od wioski Irak al-Manszija, przecinając strategiczną drogę pomiędzy al-Faludża i Bajt Dżibrin. Pomimo osiągnięcia sukcesu, nie zdołano jednak przeciąć egipskich linii komunikacyjnych, ponieważ wcześniej Egipcjanie wybudowali nową alternatywną drogę przebiegającą przez al-Kubajba. Korzystając z tej drogi mogli oni w następnych dniach przerzucać posiłki i zaopatrzenie dla swoich oddziałów. Następne walki prowadzone w tym regionie zostały nazwane bitwą o korytarz separacyjny. Rankiem 16 października Jigal Allon rozkazał przyśpieszenie kolejnych ataków, które były obliczone na odcięcie wschodniego skrzydła wojsk egipskich i okrążenie ich w rejonie wiosek Irak al-Manszija oraz al-Faludża. Do wykonania tego zadania przystąpił 82 Batalion zmechanizowany z 8 Brygady Pancernej, wspierany przez 7 Batalion piechoty z Brygady Negew. Atak na wioskę Karatija został poprzedzony intensywnym ostrzałem artyleryjskim, podczas którego wykorzystano prawie wszystkie pociski. Ostrzał okazał się jednak mało skuteczny, ponieważ Egipcjanie byli ukryci w dobrze przygotowanych fortyfikacjach obronnych. W wyniku tego izraelskie natarcie utknęło, a podczas wycofywania znalazło się pod ciężkim ostrzałem egipskiej artylerii. W rezultacie stracono 100 żołnierzy oraz cztery czołgi Hotchkiss H-35. Ta druzgocąca porażka bardzo mocno wpłynęła na morale żołnierzy. Dodatkowo niepowodzenie natarcia w rejonie Irak al-Manszija stawiało pod znakiem zapytania powodzenie całej operacji, ponieważ nie zdołano osiągnąć rozdzielenia sił egipskich na część wschodnią i zachodnią. Nie przerwane były także tutejsze linie komunikacyjne.
Przez cały dzień 16 października, ciężkie izraelskie bombowce B-17 Flying Fortress bombardowały al-Arisz (o godz. 9:00), al-Majdal (godz. 13:30) oraz al-Faludża (godz. 16:00). Podczas powrotu z misji bojowej jeden z izraelskich myśliwców rozbił się w bazie lotniczej Herclijja.

### Główne natarcie
Pomimo niepowodzenia ataków pod Irak al-Manszija, generał Jigal Allon podjął decyzję o kontynuowaniu operacji i rozpoczęciu głównego natarcia. Zanim jednak izraelskie oddziały wyszły na pozycje wyjściowe do ataku, wydzielona grupa 31 żołnierzy z 54 Batalionu Brygady Giwati załadowała się w Jafie na pokład łodzi patrolowej INS Sa’ar i wypłynęła w kierunku egipskiego wybrzeża Strefy Gazy z zadaniem wylądowania na plaży i wyeliminowania baterii artylerii. Wielu z żołnierzy po raz pierwszy podróżowało statkiem na morzu, i zachorowało na chorobę morską. Dowódca musiał więc podjąć decyzję o zawróceniu do Jafy. W wyniku tego nie zdołano wyeliminować egipskiej artylerii.
Główne natarcie rozpoczęło się w nocy z 16 na 17 października. 51 Batalion Brygady Giwati wyruszył z wioski Dżulis zajmując po ciężkiej walce wręcz strategiczne Wzgórze 113 i Wzgórze 100, kontrolujące skrzyżowanie dróg na zachód od fortu Irak Suwajdan. Wywołało to bardzo duże zaniepokojenie w egipskim dowództwie, ponieważ groziło odcięciem wschodniego skrzydła wojsk i przerwaniem linii zaopatrzeniowych. Kontratak w tym obszarze miał przeprowadzić rankiem 17 października batalion rezerwowy z rejonu al-Faludża, zdecydowano jednak o jego pozostawieniu, ponieważ wcześniejsze żydowskie działania dywersyjne wywołały wrażenie, że właśnie w tamtym miejscu należy spodziewać się głównego natarcia wroga. Widząc zagrożenie własnych pozycji, dowództwo zaczęło pośpiesznie podciągać posiłki z południa. Musiały one jechać drogą z Rafah poprzez rejon walk przy Bajt Hanun, aby następnie dotrzeć do aj-Majdal. Izraelczycy starali się przy tym powstrzymać egipski konwój, jednak żydowskie pozycje były zbyt bardzo oddalone na wschód od drogi i większość pojazdów zdołała uniknąć ognia karabinów, docierając na północ. W międzyczasie do kontrataku wysłano jednostki pomocnicze z rejonu al-Majdal. Działały one ze słabą determinacją, i po napotkaniu zdecydowanego oporu na Wzgórzu 113, wycofały się. W trakcie tych działań zostały ostrzelane przez artylerię i zbombardowane przez izraelskie samoloty. Sytuację wykorzystali Izraelczycy i zajęli północny posterunek przy skrzyżowaniu. W trakcie tych starć Egipcjanie stracili lekki transporter opancerzony Universal Carrier.
W nocy z 17 na 18 października, żołnierze 3 Batalionu Brygady Jiftach postanowili zająć bardziej dogodne pozycje, aby w ten sposób powstrzymać kolejne egipskie konwoje z posiłkami i zaopatrzeniem. W tym celu zajęli oni położone bliżej drogi Wzgórze 81. Podczas tej samej nocy izraelskie samoloty transportowe kontynuowały działania w ramach operacji Awak, dowożąc zaopatrzenie i ewakuując rannych z kibucu Ruchama. Natomiast pięć samolotów Dakota i cztery Commando zbombardowały Gazę. Tymczasem na głównym odcinku walk rozpoczęła się ostatnia faza natarcia. Wieczorem 17 października 51 Batalion ruszył wzdłuż drogi na południe. Około północy zajęto wioski Kaukaba, Bajt Tima oraz strategiczne Wzgórze 138. Następnie na pole bitwy wkroczył 52 Batalion, który podjął próbę wydłużenia natarcia celem opanowania wioski Hulajkat. Nacierający natrafili jednak na dobrze umocnioną linię obronną obsadzoną przez trzy kompanie egipskiej piechoty, które wspierali uciekinierzy z wcześniej zajętych pozycji.
W ciągu dnia podciągnięto w ten rejon kolejny 54 Batalion, który natychmiast włączył się do walki. Pomimo tych wszystkich wysiłków nie udawało się im przełamać egipskich linii obronnych. Tymczasem Egipcjanie przez cały dzień 18 października skoncentrowali swoje działania w rejonie Bajt Hanun, starając się przywrócić normalną komunikację i zapewnić swobodę dostaw zaopatrzenia. Przeciągające się walki pod Hulajkat groziły udaremnieniem całego planu operacji Jo’aw. Izraelskie dowództwo stało w obliczu możliwości narzucenia przez Radę Bezpieczeństwa ONZ w krótkim czasie kolejnego zawieszenia broni. Rozpoczęto więc wyścig z czasem, decydując się na wprowadzenie do walki Brygady Oded. Decyzja ta miała poważną wadę, ponieważ brygada ta działała wcześniej na północy w Galilei i nie posiadała żadnego doświadczenia w walce w warunkach pustynnych. W nocy z 18 na 19 października Izraelczycy przeprowadzili atak na alternatywną egipską drogę pomiędzy al-Faludża i Bajt Dżibrin, przebiegającą przez al-Kubajba. Natarcie wyprowadzono z wioski Karatija bez wsparcia artylerii i czołgów. Atakujący utknęli pod egipskim ostrzałem i musieli wycofać się. Jednak Egipcjanie również zdawali sobie sprawę ze swojego trudnego położenia i w dniu 19 października przeprowadzili ewakuację sztabu głównego z al-Majdal na południe. Pod osłoną zasłony dymnej sztab wycofał się na południe drogą przez Bajt Hanun. Tego samego dnia izraelskie lotnictwo zauważyło egipski statek rozładowujący zaopatrzenie w Gazie. W celu jego przechwycenia skierowano trzy statki: INS Wedgwood, INS Hagana i INS Noga. W ten sposób doszło do bitwy morskiej pod al-Majdal. Po zbliżeniu się do Strefy Gazy okazało się, że statkiem tym jest egipska korweta, która ostrzeliwując się zaczęła płynąć w kierunku al-Arisz. W trakcie wymiany ognia zanotowano jedno trafienie w korwetę. Izraelskie okręty zostały także zbombardowane przez trzy egipskie Spitfire.
Tymczasem Izraelczycy przegrupowali część sił przygotowując się do ostatecznego natarcia na korytarz separacyjny. Wieczorem 19 października zgromadzona artyleria i moździerze rozpoczęły ostrzał egipskich pozycji w rejonie wioski Hulajkat. Następnie 52 i 54 Batalion Brygady Giwati rozpoczął natarcie na okoliczne wzgórza. Przez całą noc trwały ciężkie walki, a pozycje przechodziły kilkakrotnie z rąk do rąk. Na Wzgórzu 120 Izraelczycy zdobyli porzuconą przez Saudyjczyków liczną broń, w tym 34 karabiny maszynowe Vickers. Przydały się one w dalszych walkach, gdy zajęto wioskę Hulajkat i odpierano kolejne egipskie kontrataki. Do rana korytarz drogi Kaukaba – Hulajkat znajdował się pod izraelską kontrolą. Droga do żydowskich osiedli stanęła otworem. W walce Brygada Giwati straciła 28 zabitych i 70 rannych. Tej samej nocy 51 Batalion przeprowadził natarcie na fort policji Irak Suwajdan. Zakładano, że fort jest broniony przez zdemoralizowany pluton piechoty, w rzeczywistości jednak Egipcjanie podczas rozejmu wybudowali wokół trzy pasy zasieków z drutu kolczastego oraz mocno ufortyfikowane pozycje obronne. Nacierający na nie izraelscy żołnierze utknęli i musieli wycofać się, ponosząc przy tym duże straty. Również w tę noc, siły Brygady Jiftach otoczyły Bajt Hanun od zachodu, zajmując ufortyfikowane pozycje na tamtejszym wzgórzu.
Droga przez korytarz separacyjny rozdzieliła wschodnie skrzydło wojsk egipskich od skrzydła zachodniego. Generał Ahmad Ali al-Muwawi wysłał kilka raportów do Szefa Sztabu Generalnego w Kairze, wskazując na pogarszającą się sytuację na froncie i proponując wycofanie wojsk z Irak Suwajdan i Bajt Dżibrin, aby wzmocnić nimi obronę Beer Szewy. Proponował także wycofanie arabskich ochotników do Hebronu, i wojsk z rejonu al-Majdal w stronę Rafah. Przegrupowanie wojsk umożliwiłoby stworzenie nowej linii obronnej pomiędzy Hebronem, Beer Szewą i Strefą Gazy. Odpowiedź przyszła dopiero wieczorem. Sztab Generalny nalegał, aby utrzymać w rękach egipskich Hebron, al-Majdal i Strefę Gazy bez wycofywania się.

### Operacja Mosze
Otworzenie drogi przez korytarz separacyjny umożliwiło siłom izraelskim rozpoczęcie 20 października operacji Mosze, nazywanej także bitwą o Beer Szewę. Drogą prowadzącą przez wioski Kaukaba i Hulajkat od samego rana przerzucano uzupełnienia i zaopatrzenie dla Brygady Negew i Brygady Jiftach walczących w żydowskiej enklawie na Negewie. Następnie przerzucono tędy 82 Batalion 8 Brygady Pancernej i 7 Batalion Brygady Negew. W kibucu Szowal odbyła się ostateczna odprawa oddziałów. W ciągu tego dnia lotnictwo izraelskie straciło w rejonie Irak Suwajdan dwa samoloty. W nocy z 20 na 21 października oddziały spotkały się w kibucu Miszmar ha-Negew. Atak na Beer Szewę rozpoczął się przed świtem, przy wsparciu ognia artylerii. O godzinie 9:45 rano zameldowali o zdobyciu miasta.

### Walki o Irak Suwajdan
Po otworzeniu korytarza komunikacyjnego i szybkim opanowaniu Beer Szewy, do realizacji zamierzeń operacji Jo’aw pozostało jeszcze doprowadzenie do okrążenia sił egipskich w rejonie al-Faludża. W tym celu musiano zdobyć fort Irak Suwajdan. Do wykonania tego zadania wyznaczono Brygadę Giwati, która rozpoczęła pośpiesznie przegrupowywać swoje siły. Tymczasem Egipcjanie wybudowali w dniu 21 października na zachód od Bajt Hanun alternatywną drogę, która omijała pozycje żydowskie i zapewniała dostawy zaopatrzenia na północ. Budowa drogi wymagała dużo pracy inżynieryjnej, gdyż na piaszczystych wydmach ułożono konstrukcję z drewnianych desek wzmocnionych metalową siatką. Po takiej prowizorycznej drodze mogły przejeżdżać samochody ciężarowe i pojazdy pancerne. Izraelczycy usiłowali przerwać tę drogę i zajęli położoną bardziej na północ wioskę Dajr Sunajd, Egipcjanie utrzymali jednak drogę przejezdną. Pomimo to, izraelski klin w Bajt Hanun nadal spełniał swoje taktyczne zadanie, gdyż wiązał znaczne siły wroga i uniemożliwiał swobodne poruszanie się egipskich kolumn pojazdów. Spowolnienie posiłków ułatwiło przeprowadzenie działań operacji Jo’aw i okazało się decydujące dla losów całej operacji. W tym samym dniu dwa izraelskie Spitfire pilotowane przez Rudy’ego Augartena i Jacka Doyle’a przechwyciły nad pustynią Negew grupę czterech egipskich Spitfire, zestrzeliwując dwa z nich. Trzeci został uszkodzony, zdołał jednak uciec do al-Arisz.
Wieczorem 21 października 51 Batalion przeprowadził natarcie na fort Irak Suwajdan. Atak został poprzedzony bombardowaniem z powietrza i ciężkim ostrzałem artyleryjskim. Podczas natarcia z użyciem gazu łzawiącego czterem izraelskim żołnierzom udało się wedrzeć na teren fortu, zostali jednak przygnieceni ogniem karabinów maszynowych i wycofali się. Popołudniem 22 października izraelskie lotnictwo wykryło w pobliżu Strefy Gazy okręt flagowy egipskiej marynarki Emir Farouk i trałowiec typu BYMS. Wieczorem zbliżyła się do nich grupa izraelskich komandosów dowodzonych przez Jochaja Ben-Nuna. Atakowali oni dwoma łodziami z ładunkiem 250 kg materiałów wybuchowych każda. Operacja osiągnęła element zaskoczenia i Emir Farouk zatonął w 5 minut po uderzeniu przez łódź. Trałowiec został ciężko uszkodzony, zdołał jednak dopłynąć do Aleksandrii, gdzie później go złomowano. Wszyscy izraelscy komandosi szczęśliwie powrócili do bazy.

### Uszczelnianie „worka al-Faludża”
W wyniku dotychczasowych działań trzy egipskie bataliony piechoty z 4 Brygady znalazły się w okrążeniu w tzw. „worku al-Faludża”. Pod koniec operacji Jo’aw izraelskie dowództwo podjęło działania mające na celu uszczelnienie pierścienia okrążenia. W tym celu, w nocy z 21 na 22 października 53 Batalion przeprowadził kolejną nieudaną próbę ataku na alternatywną egipską drogę pomiędzy al-Faludża i Bajt Dżibrin. Widząc nieskuteczność tych działań, zdecydowano się na wzmocnienie zajmowanych pozycji od strony północnej, zachodniej i południowej. Chciano w ten sposób uniknąć eskalacji starć natychmiast po ogłoszeniu zawieszenia broni. W ukryciu przygotowano jednak niewielką akcję ofensywną na wschodniej linii okrążenia. Odcinek ten był najbardziej narażony na przebicie wojsk egipskich, które mogłyby uciec w kierunku Hebronu. Teren ten był zamieszkały przez ludność arabską, a w obszarze Hebronu znajdowały się nieliczne siły arabskich ochotników. Z tego powodu, Jigal Allon pozwolił Brygadzie Giwati rozwinąć natarcie w kierunku na Hebron.
Początkowo w kierunku tym natarł 52 Batalion, który 22 października zajął wioski Zikrin i Ra’na, a w nocy z 22 na 23 października wioskę Kudna. Dalsze działania kontynuowano pomimo obowiązującego już zawieszenia broni. W dniu 23 października zajęto wioskę Ajjur, a następnego dnia wioskę Deir al-Dubban. Następnie 52 Batalion przeprowadził dwie nieudane próby zajęcia wioski Bajt Dżibrin. Dla jego wzmocnienia przybył 89 Batalion z 8 Brygady Pancernej. W dniu 27 października zajął on Bajt Dżibrin, której mieszkańcy już wcześniej uciekli ze swoich domów. Następnie 52 Batalion zajął się oczyszczaniem terenu pomiędzy Bajt Dżibrin a moszawem Har-Tuw, natomiast 89 Batalion kontynuował natarcie. 28 października zajęte zostały wioski Umm Burdż i al-Kubajba, a 29 października Dajr Nakhkhas i al-Dawajima. Podczas ataku na tę ostatnią wioskę doszło do jednej z najbardziej brutalnych masakr całej wojny. Izraelscy żołnierze mieli rozkaz wysiedlenia cywilnych mieszkańców, a następnie wysadzenia domów. Wykazali się jednak niezwykłą brutalnością i w wyniku masakry zginęło około 100 cywili, w tym kobiety i dzieci.

## Reakcje i następstwa
Izraelska operacja zakończyła się sukcesem, i to pomimo że nie zdołano osiągnąć wszystkich zamierzonych celów. Najważniejszym osiągnięciem było przywrócenie lądowej komunikacji z żydowską enklawą na pustyni Negew. Droga biegnąca z północy do żydowskich osiedli, rozdzieliła wschodnie skrzydło wojsk egipskich od zachodniego. Dodatkowo klin wbity w rejonie Bajt Hanun podzielił skrzydło zachodnie na dwie części. Wojska egipskie nadal zajmowały pozycje, jednak front rozpadł się na trzy odrębne obszary: (1) region nadmorski; (2) region centralny wokół al-Faludża i (3) region wschodni wokół Hebronu i Betlejem. Siły te były mocno zdezorientowane w sytuacji panującej na froncie, i pozbawione regularnych dostaw zaopatrzenia. Poniesione straty praktycznie wyeliminowały je z możliwości prowadzenia działań ofensywnych, zmuszając do zajęcia pozycji obronnych na całej linii frontu. Dowództwo egipskie, obawiając się okrążenia, postanowiło skrócić swoje linie i 28 października ewakuowało swoich żołnierzy z rejonu wioski Isdud. Opuszczone tereny natychmiast zajęli izraelscy żołnierze. 6 listopada Egipcjanie wycofali się z al-Majdal i zniszczonego kibucu Jad Mordechaj. Doszukując się przyczyn porażki egipskiej armii należy bezsprzecznie wskazać na całkowitą bezczynność sojuszników Egiptu. Pomimo próśb egipskiego rządu, żadne z biorących udział w wojnie arabskich państw, nie podjęło decyzji o wznowieniu walk. Straty poniesione przez armię egipską były nie do odbudowania i były decydujące dla przyszłych losów walk na froncie południowym. Izraelczycy wyraźnie zobaczyli, że arabski front nie stanowi jednolitej struktury, i w razie zagrożenia każde z arabskich państw jest pozostawione same sobie. Unaoczniło to słabości Arabów i ułatwiło to planowanie następnych operacji militarnych. Z politycznego punktu widzenia niezwykle ważnym okazało się zajęcie Beer Szewy, którą nazywano „stolicą Negewu”. Pustynia Negew stanęła otworem przed Izraelczykami, którzy jeszcze nie wykorzystali nadarzającej się sytuacji.
Nacierające izraelskie oddziały wysiedlały i niszczyły zajęte arabskie wioski. W rezultacie bardzo wzrosła liczba palestyńskich uchodźców. UNRWA szacuje, że w wyniku operacji Jo’aw liczba uchodźców w Strefie Gazy wzrosła ze 100 000 do 230 000. Liczba ta nie obejmuje uchodźców, którzy uciekli do Judei.